# Louay Chanko
Louay Chanko est un footballeur Assyrien, né le 29 novembre 1979 à Södertälje en Suède. Il évolue comme milieu relayeur.

## Biographie
Pendant sa carrière, Louay Chanko a joué en Suède, au Danemark et en Grèce.
Le 9 février 2012, il s'engage gratuitement avec Syrianska FC

## Sélection nationale
Louay Chanko obtient une sélection avec la Suède lors d'un match amical gagné (1-0) le 13 janvier 2008 sur le terrain du Costa Rica.
En mai 2008, il choisit finalement de jouer pour la Syrie et obtient sa première sélection le 8 juin 2008 lors d'une défaite (2-4) dans un match de qualification pour la Coupe du monde 2010 face au Koweït.

## Palmarès
Djurgårdens IF
- Champion de Suède (1) : 2002
- Vainqueur de la Coupe de Suède (1) : 2002

 Malmö FF
- Champion de Suède (1) : 2004